# Takahiro Kimura
Takahiro Kimura (født 4. april 1957) er en tidligere japansk fodboldspiller og træner.
Han har spillet for flere forskellige klubber i sin karriere, herunder Mazda.
Han har tidligere trænet Sanfrecce Hiroshima og FC Gifu.